# Pasquale Rossi
Pour les articles homonymes, voir Rossi.
Pasquale Rossi ou Pasqualino Rossi (Vicence, 1641 - Rome, 28 juin 1722) est un peintre italien qui fut actif pendant la période baroque à la fin du XVIIe et début du  XVIIIe siècle à Rome et dans les Marches excellant surtout dans la peinture de genre.

## Biographie
Pasquale Rossi, plus connu sous le nom Pasqualino Rossi, est un des plus importants protagonistes de la peinture de genre à l'époque baroque, longtemps actif à Rome et dans les Marches. Autodidacte, il se forme au contact des canons de la peinture vénitienne et sous influence de la  romaine.

### Les origines  vicentines
Pellegrino Antonio Orlandi, l'ecclésiastique qui est son premier biographe, nous informe de ses origines vicentines en 1704, où il enregistre 1641 comme étant sa date de naissance et 1670 comme date de son adhésion à l'Académie du dessin de Rome.
Parmi les documents qui nous informent sur l'artiste figure le « Stato della anime della parrocchia romana di Sant'Andrea delle Fratte », un registre de fidèles de la paroisse qui décrit la composition de sa famille en 1721 : « Pasqualino del Rossi, vénitien, peintre, 81 ans, l'épouse Caterina Fiaschetti de 61 ans, deux enfants et une fille de vingt ans, une nièce de trois ans. ».
Pasquale Rossi, alors âgé de 81 ans, est mort peu après le 28 juin 1722.

### La période romaine
Bien que sa présence à Rome est enregistrée très tôt, avec l'élection aux « Virtuoses du Panthéon » en 1668, et deux ans plus tard, par son adhésion à l'Accademia di San Luca, dès 1666, une de ses peintures est enregistrée dans la collection Doria Pamphilj, et la critique met en avant l'importance de son expérience vénitienne qui transparaît aussi bien dans son style que dans la thématique de sa peinture qui rappelle les œuvres de Pietro della Vecchia et de Matteo Ghidoni (en) dit Matteo de' Pitocchi.
Son penchant pour la peinture de genre et de caractère anecdotique trouve son expression dans certains sujets récurrents comme celui de L'École de couture et de lecture, bien évidente dans une toile conservée au Musée du Louvre, le thème du Maître de musique avec adolescents musiciens ou La Maîtresse de broderie avec de jeunes femmes et fillettes, faisant partie de deux toiles de la collection Bellini à Florence et Le Maître d'école du Statens Museum for Kunst de Copenhague, ou d'autres compositions avec des concerts et musiciens ambulants, comme la petite toile de la Walters Art Museum de Baltimore, ou encore des figures seules comme Le Fumeur et La Femme cousant de la Pinacotèque Communale de Ravenne, mais aussi des portraits comme la Tête d'homme  et la Tête de vieux de la Galleria Pallavicini de Rome ; des œuvres de petit format destinées aux collections des principales familles de la Rome de son époque comme les Colonna, Chigi, Pallavicini, Doria Pamphilj et les Ottoboni, famille papale d'origine vénitienne.
Le collectionneur qui apprécia le plus l'art de Pasquale Rossi est Gaspar Méndez de Haro (it), VIIe marquis de Carpio qui, pendant les quelques années où il séjourna à Rome (1677 - 1683) en qualité d'ambassadeur du roi d'Espagne auprès du Saint-Siège, acheta plus de quarante œuvres, par la suite transférées à Naples lors de sa nomination en tant que vice-roi.
Pasqualino Rossi laissa peu de retables dans les églises romaines si l'on considère sa longue période de résidence à Rome où il était surnommé Pasqualino veneto : les toiles de la chapelle Sainte-Rose de Viterbe en l'église Sainte-Marie d'Aracœli, le Christ au Jardin de la Basilique Saint-Ambroise-et-Saint-Charles al Corso, Le Baptême du Christ en l'église Santa Maria del Popolo et quelques autres.

### La période marchesane
Pasqualino Rossi a réalisé de nombreuses œuvres pour les édifices ecclésiastiques des Marches, à Fabriano (v. 1700) (église San Benedetto e di San Biagio), Serra San Quirico et Cagli.
En l'église San Bartolomeo de Cagli il a réalisé vers l'an 1699 Les Scènes de Vie de San Barthelemy et en l'église Santa Lucia, à Serra San Quirico cinq toiles avec Les Scènes de Vie de sainte Lucie.

## Œuvres
- L'Immaculée Conception (v. 1720) 51 × 29 cm, Musée du Louvre, Paris
- L'École de couture et de lecture, Musée du Louvre, Paris,
- Décollation de saint Jean le Baptiste, collection Lemme, Rome
- Le Mariage mystique de sainte Catherine d'Alexandrie, collection privée, Modène,
- Le Maître de musique avec adolescents musiciens et La Maîtresse de broderie avec de jeunes femmes et fillettes, collection Bellini, Florence,
- Le Maître d'école, Statens Museum for Kunst, Copenhague,
- Le Fumeur et La Femme cousant, Pinacotèque Communale, Ravenne,
- Tête d'homme  et Tête de vieux, Galleria Pallavicini, Rome
- Le Christ au Jardin, Basilique Saint-Ambroise-et-Saint-Charles al Corso, Rome,
- Le Baptême du Christ, église Santa Maria del Popolo, Rome,
- Les Scènes de Vie de saint Barthelemy (1699), église San Bartolomeo, Cagli,
- Les Scènes de Vie de sainte Lucie (5 toiles), église Santa Lucia, Serra San Quirico,
- Scènes de Vie de saint Romuald (1674), Le Baptême de saint Augustin (1679), et La prédication de saint Jean le Baptiste (1679), église San Benedetto et San Biagio, Fabriano.

## Sources
- (it) Cet article est partiellement ou en totalité issu de l’article de Wikipédia en italien intitulé « Pasquale Rossi » (voir la liste des auteurs).